# 梶山直己
梶山直己（かじやま なおき、1951年1月22日 ）は日本の国際金融学者。関東信越国税不服審判所長、中国財務局長などを歴任。

## 来歴
広島大学附属高等学校、東京大学法学部第2類（公法コース）卒業。1974年4月 大蔵省入省（銀行局銀行課）。1980年7月 青梅税務署長。1990年7月 関東財務局理財部長。1993年7月 米州開発銀行財務局次長。1998年7月 造幣局東京支局長。1999年7月8日 関東信越国税不服審判所長。2003年7月 中国財務局長。2004年7月12日 国際協力銀行開発金融研究所主任研究員。2005年3月31日 退官。2005年4月 立命館大学経済学部教授（〜2016年）。

## 略歴
- 1974年4月：大蔵省入省（銀行局銀行課）[3]。
- 1975年10月：大臣官房調査企画課。
- 1976年6月：日本貿易振興会（留学）。
- 1978年7月：大臣官房秘書課調査主任[4]。
- 1979年7月：証券局総務課。
- 1980年7月：青梅税務署長。
- 1981年7月：国税庁長官官房企画課長補佐。
- 1983年6月：証券局企業財務課長補佐。
- 1985年6月：派遣職員（国際復興開発銀行）。
- 1988年6月：証券局検査課長補佐。
- 1989年7月：大臣官房企画官 兼 証券局検査課。
- 1990年7月：関東財務局理財部長。
- 1992年7月：国際金融局開発機関課開発企画官。
- 1993年7月：米州開発銀行財務局次長。
- 1996年7月12日：財政金融研究所研究部長。
- 1997年7月：大臣官房参事官（大臣官房担当）。
- 1998年7月：造幣局東京支局長。
- 1999年7月8日：関東信越国税不服審判所長。
- 2003年7月：中国財務局長。
- 2004年7月2日：財務省大臣官房付。
- 2004年7月12日：国際協力銀行開発金融研究所主任研究員。
- 2005年3月31日：大臣官房付、退官。